# Parike
Parike, en français Parence, est une section de la commune belge de Brakel située en Région flamande dans la province de Flandre-Orientale et le Denderstreek. C'était une commune à part entière avant la fusion des communes de 1977.

## Toponymie

### Attestations anciennes
Peruntia (Perninca ?, 866), Parnech (1243).

### Étymologie
Le nom de Parike viendrait d'un mot ligure, parnankom, désignant un espace entouré de sapins ou de poutres. Selon Maurits Gysseling, il dériverait de parnanco-, d'origine celtique.

### Surnom
Parike est surnommé en néerlandais Het verbrande dorp (« Le village brûlé ») : il a été incendié en 1453 par les Gantois lors d'un soulèvement contre Philippe le Bon.

## Démographie

### Évolution démographique
- Sources : INS, Rem. : 1831 jusqu'en 1970 = recensements, 1976 = nombre d'habitants au 31 décembre[5].

## Armoiries
Les armes de Parike se blasonnent : De gueules à dix losanges accolées et aboutées d'argent, 3, 3, 3 et 1.